# بهترین‌های مایکل جکسون
بهترین‌های مایکل جکسون تلفیقی از بهترین آهنگ‌های مایکل جکسون است که وی قبل از سال ۱۹۷۵ آن‌ها را منتشر کرده‌است. این آهنگ‌ها نیز تماماً توسط موتاون انتشار یافته و در استودیوی این شرکت ضبط شده‌است. از این آلبوم نزدیک به ۱٫۲ میلیون نسخه به فروش رسیده‌است.
| انتشار در امریکا | انتشار در انگلستان | باز نشر در سال ۱۹۷۹ | عنوان                                            | زمان |
| ---------------- | ------------------ | ------------------- | ------------------------------------------------ | ---- |
| ۱                | ۱                  | ۱                   | "باید آنجا باشم (ترانه)"                         | ۳:۱۹ |
| ۲                | ۴                  | ۲                   | "بن (ترانه)"                                     | ۲:۴۱ |
| ۳                |                    | ۳                   | "در قلب یک کودک"                                 | ۳:۲۹ |
| ۴                | ۷                  | ۴                   | "Happy (Love Theme from "Lady Sings The Blues")" | ۳:۲۲ |
| ۵                | ۱۰                 | ۵                   | "One Day In Your Life"                           | ۴:۱۰ |
| ۶                | ۶                  | ۸                   | "می‌خواهم جایی باشم که تو هستی"                   | ۲:۵۶ |
| ۷                | ۸                  | ۹                   | "راکین رابین"                                    | ۲:۲۹ |
| ۸                | ۱۳                 | ۱۰                  | "ما آنجا هستیم"                                  | ۳:۳۷ |
| ۹                | ۱۴                 | ۱۱                  | "Morning Glow"                                   | ۳:۳۲ |
| ۱۰               | ۱۱                 | ۱۲                  | "Music and Me"                                   | ۲:۳۳ |
|                  | ۲                  | ۱۳                  | "آفتابی وجود ندارد"                              | ۴:۱۴ |
|                  | ۳                  |                     | "My Girl"                                        | ۳:۱۳ |
|                  | ۵                  |                     | "Greatest Show on Earth"                         | ۲:۵۰ |
|                  | ۹                  | ۶                   | "قفط یه ذره از تو"                               | ۳:۱۵ |
|                  | ۱۲                 |                     | "In Our Small Way"                               | ۳:۴۲ |
|                  |                    | ۷                   | "You Are There"                                  | ۳:۲۵ |
|                  |                    | ۱۴                  | "Dear Michael"                                   | ۲:۴۲ |